# Měřík trnitý
Měřík trnitý (Mnium spinosum) je rostlina z oddělení mechů, z řádu prutníkotvaré. Tvoří sytě zelené až hnědězelené, husté, polštářovité porosty. Podle zprávy Seznam a červený seznam mechorostů České republiky (2005) patří mezi neohrožené taxony (kategorie LC (Least concern)).

## Popis
Měřík trnitý dorůstá 40 až 60 mm. Rostliny jsou zelené, dost vysoko plstnané a tvoří husté polštáře. Listy jsou řídké, rovnoměrně rozestavěné, odstálé, trochu zúžené. Vzhůru se trochu zvětšují, jsou podlouhle zašpičatělé, hnědě lemované, ostře dvojitě, trnovitě pilovité. Žebro je ukončeno před špičkou a je nahoře na hřbetě pilovité. Buňky má mírně ztloustlé, hranaté, drobnější. Sporogony jsou jednotlivě.

## Výskyt
Vyskytuje se zejména na vlhkých místech v lesích, na prameništích, u potoků. Na skalách ho lze nalézt hlavně na pískovci. V Čechách a na Moravě je hojný.